# イラン・ホドロ
イラン・ホドロ（英語: Iran Khodro Company, ペルシア語: شرکت ایران خودرو, 略称：IKCO）は、イランの自動車メーカー。「ホドロ」とはペルシア語で「自動車」の意であるが、日本語では「ホルドゥロウ」や「コードロ」、「イラン・ホドロー」と表記されることもある。

## 概要
1962年にイラン・ナショナル (Iran National) 社として設立。最初はメルセデス・ベンツとの提携によりバス・ミニバスの組み立てを行った。乗用車の生産は1967年、英国のルーツ・グループとの提携によりヒルマン・ハンターのノックダウン生産を行ったのが始まり。この自動車は「ペイカン」と名付けられ、後には製造設備をイランに移管。2005年まで40年以上に渡って生産が続けられ、イランの国民車だった。
1983年に現在のイラン・ホドロに改称。
プジョーとの提携によりペイカンに504のエンジンを搭載したほか、405、205といったプジョー車も生産。そして405をもとに独自車種「サマンド」を開発した。プジョーはイランへの経済制裁発動により2012年に撤退したが（その後もホドロはプジョー車の生産を続けていた）、2016年に再度提携している。
日本のメーカーではスズキが2005年にライセンス契約を締結、2007年から現地でグランドビターラのノックダウン生産を行った。
他には、ルノー傘下のダチア・ロガンを「ルノー・トンダル90」として生産したほか、中国の東風や海馬のSUVを生産している。
2003年以降、40以上の国へ乗用車を輸出している。
2006年の北京モーターショーに4ドアセダン「サマンド」を出品した。
プジョー・206の3ボックスセダン（206SD）は、2006年からイラン国内のホドロの工場で生産し、2007年から東欧圏と南欧圏で販売される。
ロシアではサマンドがダチア・ロガンとの価格競争に敗れ2009年に撤退していたが、2023年から再び輸出・販売を再開する。

## ラインナップ

### 乗用車
- 独自ブランド車
  - ペイカン（Paykan)
  - サマンド (Samand) - ペイカンの後継車種でプジョー・405をベースに独自開発
  - ソレン (Soren) - サマンドのフェイスリフト版
  - ルンナ (Runna) - プジョー・206をベースに独自開発。2009年に発表[9]。
  - デナ (Dena) - 2011年4月発表の独自開発車[10]。
  - タラ (TARA)
  - バルド - ペイカンベースのピックアップトラック
  - アリサン (ARISUN) - ピックアップトラック
- 国外ブランド車
  - プジョー・206、206SD
  - プジョー・Pars
  - プジョー・207i、207i SD
  - プジョー・405
  - プジョー・2008
  - ルノー・トンダル90 (Tondar 90) - ルノー・ロガンの現地版
  - メルセデス・ベンツ Eクラス
  - スズキ・エスクード　- 現地名グランドビターラ
  - 海馬・S5
  - 海馬・S7
  - 東風・H30 Cross